# 邁季代勒舍姆斯火箭彈襲擊
當地時間2024年7月27日，一枚火箭擊中以色列佔領戈蘭高地邁季代勒舍姆斯的一處足球場。爆炸導致12名來自德魯茲社區的敘利亞兒童喪生，另有至少42人受傷，大部分受害者年齡在10至16歲之間。以色列媒體稱事件為邁季代勒舍姆斯大屠殺。
以色列指控黎巴嫩武裝政治組織真主黨使用一枚伊朗製造的Falaq-1火箭進行這次襲擊，該火箭裝有53公斤的彈頭。但真主黨聲稱其攻擊目標是附近的一個軍事基地，足球場則是被一枚偏離軌道的以色列「鐵穹」防空系統導彈擊中。西方消息來源否定這一說法，援引專家觀點，認為火箭是由真主黨或其他位於黎巴嫩的武裝組織所發射。
當地政府否認這些兒童是以色列人，而當地居民則因反對以色列政府將這一悲劇政治化，以及不滿以色列政府忽視當地安全，抗議以色列部長參加兒童的葬禮。
此次襲擊發生在2023年10月8日以來的以色列與真主黨衝突期間，該衝突始於以色列—哈馬斯戰爭爆發後的定期交火。在襲擊發生後，以色列暗殺真主黨指揮官福阿德·舒庫爾。

## 背景
2023年哈馬斯襲擊以色列後，真主黨於次日展開行動，對加利利和戈蘭高地的以色列社區及軍事設施發射導彈並進行無人機攻擊。這場以色列與真主黨的衝突，導致以色列與黎巴嫩的許多社區被迫撤離，邊境沿線的建築和土地遭受重大破壞。截至2024年7月5日，以色列報告顯示已消滅大約366名真主黨武裝分子，並確認有超過100名黎巴嫩平民喪生。根據聯合國的數據，超過9萬名黎巴嫩人被迫逃離家園，而以色列方面有6萬名平民撤離。雙方保持著一個針對彼此的攻擊均勢，造成顯著損害，但未升級為全面戰爭。從2023年10月7日到2024年6月21日，期間以色列對黎巴嫩進行6124次襲擊，而真主黨及其他黎巴嫩勢力對以色列發動1258次襲擊。
真主黨在襲擊中使用先進的伊朗製導彈，包括Falaq-1火箭系統。6月發生的一次類似襲擊中，德魯茲小鎮赫菲什的足球場內有平民受傷，以色列隨後回應，打擊黎巴嫩境內的軍事設施。

## 襲擊
襲擊發生在清晨，真主黨承認發動多次攻擊，其中之一是用Falaq型火箭襲擊距足球場3公里的赫爾蒙旅軍事總部。下午6點18分，邁季代勒舍姆斯響起警報。隨後，一枚炮彈擊中該鎮的足球場並發生爆炸，該足球場毗鄰一個遊樂場。初步報告指出，有11人受傷，其中5人情況危殆，另有6人傷勢嚴重。紅大衛盾會等緊急醫療部門對受傷者進行救治，傷者年齡在10到20歲之間，部分被送往當地診所。一名紅大衛盾會資深醫務人員形容現場宛如廢墟，受害者躺在草地上。
根據當地居民的說法，襲擊發生時，孩子們正在踢足球，雖然警報響起，但距火箭彈擊中球場僅幾秒鐘，讓人無法及時躲避。

### 傷亡

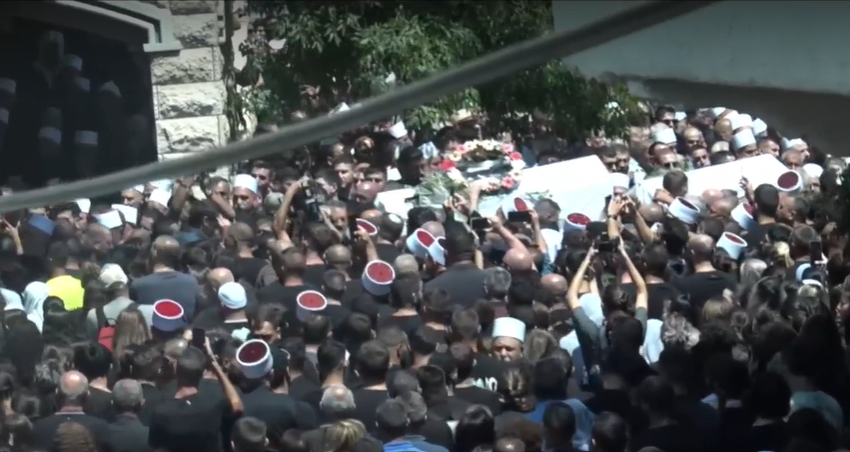
襲擊後隔日，遇害者進行葬禮

這次襲擊造成12名年齡在10至16歲之間的兒童喪生，另有至少42人受傷。
12名遇害的兒童和青少年中，無一人擁有以色列國籍。儘管戈蘭高地的德魯茲社區可以選擇接受以色列國籍，但襲擊發生時，邁季代勒舍姆斯約有75%的居民拒絕了以色列國籍，並自認為是敘利亞人。

### 分析
以色列國防軍進行調查後，認定真主黨應對火箭襲擊負責。國防軍發言人丹尼爾·哈加里表示，這枚火箭是伊朗製造的Falaq-1，載有50公斤彈頭，這是只有真主黨擁有的武器。以色列軍方發佈在襲擊現場找到的Falaq-1火箭碎片的照片，但沒有提供碎片在爆炸現場的實際照片。
真主黨高級成員穆罕默德·阿菲夫則否認真主黨對邁季代勒舍姆斯的襲擊負責，並稱襲擊是以色列的鐵穹系統在攔截針對以色列軍事設施的火箭時，誤射所導致。伊朗和卡塔爾國營媒體也聲稱有報導指出鐵穹攔截系統才是罪魁禍首。與真主黨關係密切的黎巴嫩媒體Al-Mayadeen表示，爆炸現場的情況與Falaq-1火箭不符，因為這類火箭應該會留下更大的坑洞；此報導後，以色列政府決定禁止Al-Mayadeen在國內運營。
美國情報部門表示，毫無疑問是真主黨發射火箭，但尚不清楚這是有意為之還是誤射。
以色列當局將此事件定性為自2023年哈馬斯襲擊以色列以來，對平民造成最嚴重傷亡的攻擊。以色列警方和北部區偵查隊封鎖爆炸現場，排除進一步對公眾的威脅，並搜尋更多的殘骸。
以色列國防軍的阿拉伯語發言人阿維凱·阿德拉伊上校表示，此次火箭襲擊是由火箭發射場指揮官阿里·穆罕默德·葉海亞所策動。哈佛大學甘迺迪學院的丹尼爾·索貝爾曼強調，這是以色列與黎巴嫩武裝力量9個月交戰以來最嚴重的一次襲擊。美聯社報導指，這次襲擊是自2023年哈馬斯襲擊以色列以來，導致以色列平民死亡最多的一次，且真主黨對此事件的罕見否認讓人懷疑其動機，因為這會削弱真主黨在黎巴嫩的影響力，因為戈蘭高地的德魯茲人認同自己為敘利亞人。
美聯社稱，警報響起不到一分鐘，爆炸就發生，留下直徑兩米的坑洞。從遇難兒童身上取出的彈片形狀不規則，這表明襲擊不是由防空導彈故障造成的。記者在現場未找到任何軍火碎片，無法驗證以色列發佈的火箭碎片之真實性，但武器專家認為，證據顯示襲擊是來自黎巴嫩的火箭所為。人權觀察的理查德·韋爾指出，破壞情況與Falaq火箭相符，這是一種真主黨使用的伊朗製火箭，可能是因人為或機械故障偏離預定目標黑門山。克里斯·科布-史密斯則認為，彈坑的形狀和破壞方向顯示火箭來自北方。他強調，若無武器殘骸的獨立驗證，無法確定襲擊責任。
摩西·達揚中心的阿卜德·卡納內博士指出，當天真主黨向戈蘭高地發射100枚火箭，因此其中一枚誤中邁季代勒舍姆斯是可能的。德魯茲居民不是襲擊目標，但一枚火箭可能偏離目標，導致這場悲劇。

## 後續

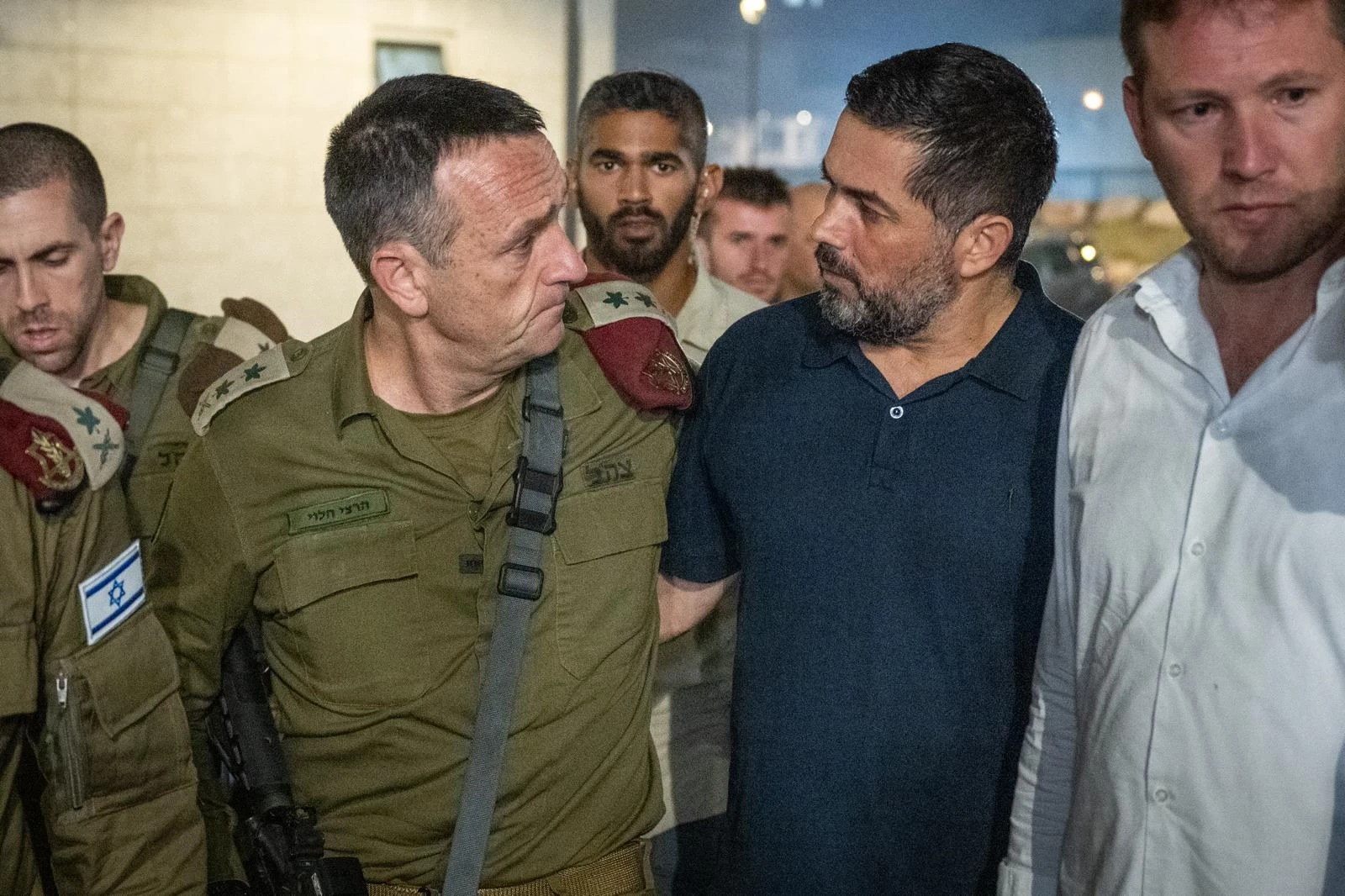
以色列國防軍總參謀長赫齊·哈萊維中將與邁季代勒舍姆斯市長多蘭·阿布·薩利赫在襲擊現場會面

在襲擊之後，以色列軍方宣布對黎巴嫩的真主黨武器庫及基礎設施進行空襲，目標地區包括查布里哈、沙馬利塔、貝卡谷地、卡夫基拉、希亞姆、拉布埃爾塔拉辛和泰爾哈法。國防軍還聲稱使用火炮擊中火箭發射地點。

### 7月28日
7月28日，黎巴嫩外交部長阿卜杜拉·布哈比卜表示，黎巴嫩政府已請求美國敦促以色列保持克制。他同時提到，美國也要求黎巴嫩向真主黨傳達信息，要求其克制行動。據報導指，真主黨處於高度戒備狀態，預先撤離黎巴嫩南部和貝卡谷地的重要據點，以應對可能的以色列軍事報復。

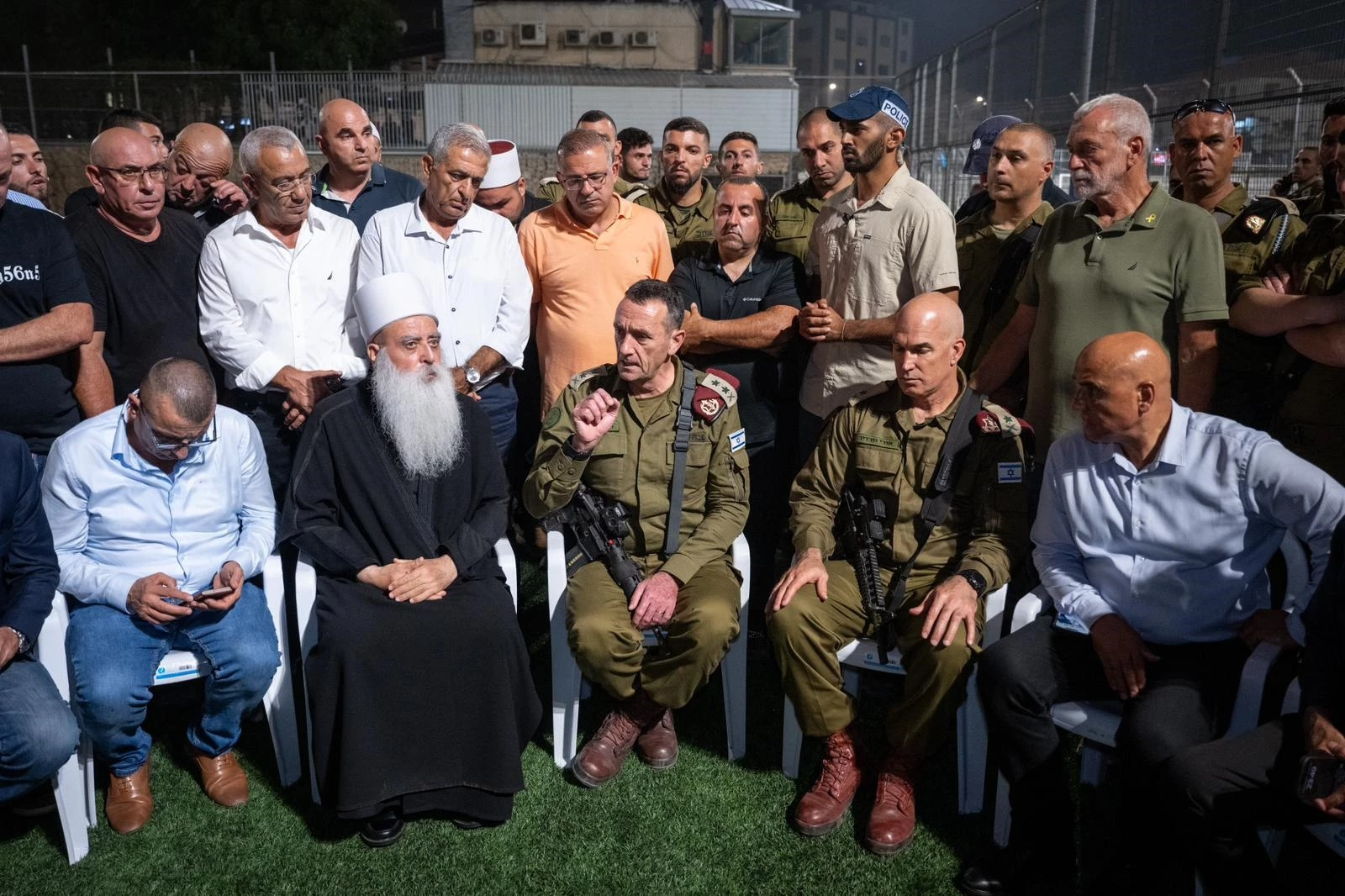
以色列國防軍總參謀長赫齊·哈萊維中將在邁季代勒舍姆斯的足球場會見德魯茲社區領袖謝赫莫瓦法克·塔里夫、當地議會代表和以色列國防軍高層軍官

以色列國防軍總參謀長赫齊·哈萊維中將在邁季代勒舍姆斯，與以色列德魯茲社區領袖謝赫莫瓦法克·塔里夫、當地議會代表以及國防軍高層軍官會面，討論局勢。
以色列外交部發言人表示，如果真主黨遵守聯合國安全理事會第1701號決議，這場衝突有可能不進一步升級。該決議旨在結束2006年黎巴嫩戰爭，要求真主黨撤退到利塔尼河以南。
7月28日，2065人捐款籌集超過30萬以色列新謝克爾，用以幫助邁季代勒舍姆斯那些在火箭襲擊中失去孩子的家庭。當以色列財政部長貝扎雷·斯莫特里奇來到襲擊現場時，他遭到當地居民的斥責，被稱作「罪犯」和「殺人犯」。一些戈蘭高地的德魯茲居民呼籲以色列對真主黨採取更強硬的行動。

### 7月29日

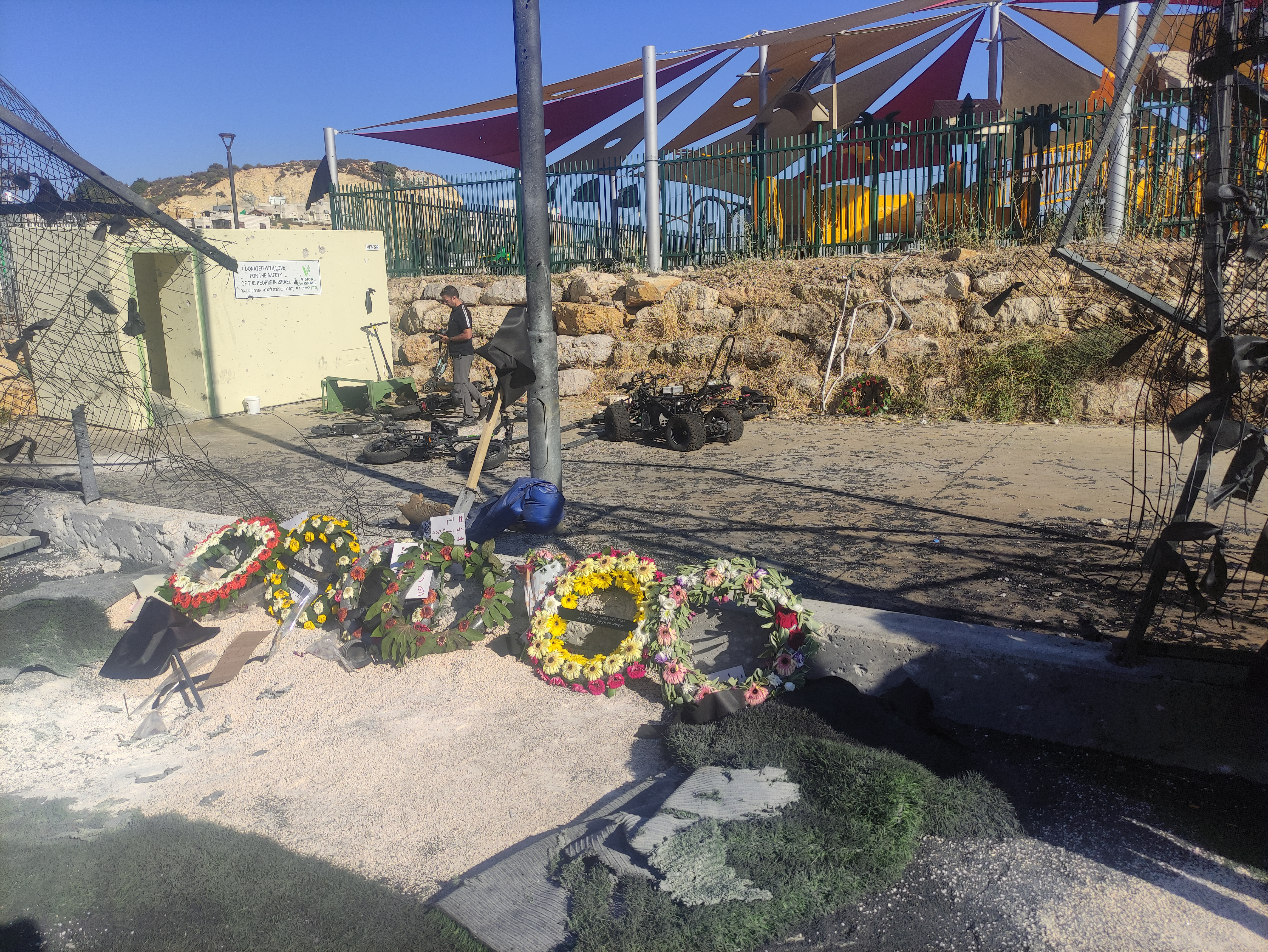
2024年7月29日，襲擊現場留下悼念的花圈

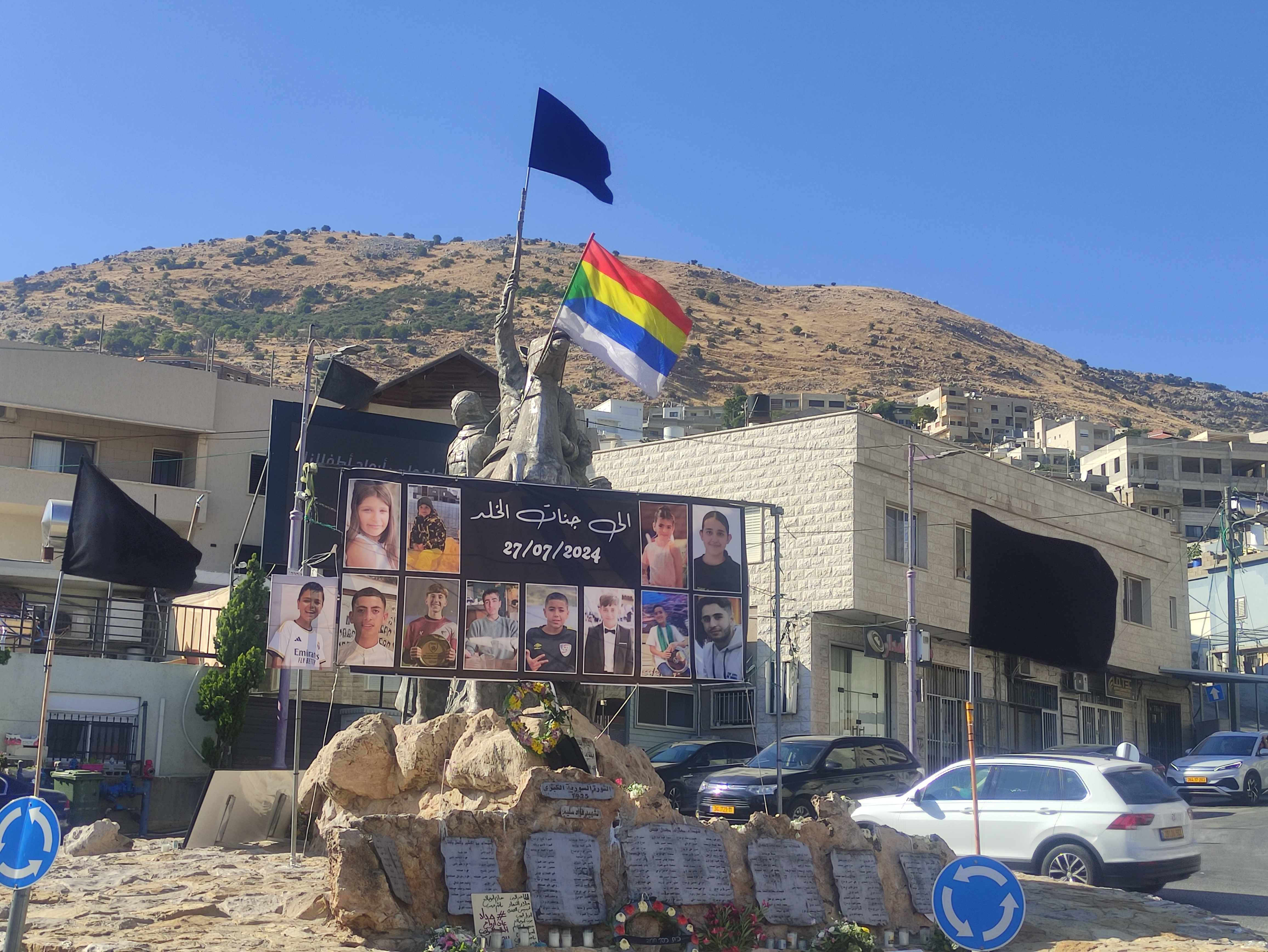
紀念蘇丹·阿特拉什的邁季代勒舍姆斯紀念碑上懸掛著黑色哀悼旗和德魯茲旗，並附有受害者的照片

當地居民發表聲明，表示反對任何形式的報復行動。
以色列當局確認第12名遇難者為11歲的吉瓦拉·易卜拉欣·易卜拉欣。他在襲擊後失蹤超過24小時，最終通過DNA檢測確認他的死亡。家屬和當地居民一直在搜索他的下落，並向醫院提供DNA樣本以協助確認。
貝魯特-拉菲克·哈里里國際機場的航班因安全問題面臨大規模取消和延誤。包括法國航空、德國漢莎航空和瑞士航空等主要航空公司均暫停航班運營。此次火箭襲擊引發對更大範圍衝突的擔憂，儘管真主黨否認對事件負責。貝魯特機場的運營進一步受到保險問題和跨境敵對活動升級的影響。
以色列總理本雅明·內塔尼亞胡視察襲擊現場，卻遭到200名抗議者的抗議，抗議者高喊「他是我們所有人的敵人」和「殺人犯」。一些抗議者手舉標語，稱內塔尼亞胡是「戰犯」。一張名為「所有目光都在邁季代勒舍姆斯」的AI生成圖片迅速走紅，圖片展示足球場上的孩子們，這與此前的「所有目光都在拉法」活動類似。這張圖片得到以色列猶太人和阿拉伯人的共同轉發和支持。
德國和挪威已建議其公民撤離黎巴嫩，而美國和丹麥則重申對黎巴嫩的旅行警告。

### 7月30日
7月30日，真主黨對以色列的火箭襲擊導致一名以色列公民在哈戈什里姆基布茲喪生，另有3人受傷。
同日晚，以色列進行報復行動，利用無人機空襲貝魯特，目標是真主黨總書記哈桑·納斯魯拉的高級顧問福阿德·舒克爾（別名阿爾·哈吉·穆赫辛）。這次襲擊還導致3名平民喪生，其中包括2名兒童，另有80人受傷。舒克爾曾被以色列國防軍列為真主黨精確導彈項目的指揮官，且因參與1983年貝魯特軍營爆炸案而被美國通緝。

### 7月31日
7月31日，以色列猶太事務局、北美猶太聯合會和以色列聯合呼籲組織宣佈向邁季代勒舍姆斯提供60萬以色列新謝克爾的緊急援助，並表示：「我們視德魯茲社群為我們的家人。」
在敘利亞南部的庫奈特拉省，為襲擊中的遇難者舉行葬禮。

### 進一步發展
真主黨誓言為福阿德·舒克爾在7月30日的暗殺行動進行報復。8月25日，以色列發動先發制人的打擊，部分挫敗真主黨所稱的「第一階段」報復行動，襲擊真主黨的火箭發射點。
2024年10月2日，以色列在空襲中擊斃卡德爾·沙哈比亞。以色列聲稱他是邁季代勒舍姆斯襲擊和多夫山地區其他襲擊的幕後策劃者。

## 反應

### 以色列
總統伊薩克·赫爾佐格譴責這次襲擊為「一場可怕而令人震驚的災難」。他表示這次殘酷襲擊針對的只是正在踢足球的兒童，並強調：「他們再也回不來了。」赫爾佐格呼籲國際社會不要對真主黨的行為保持沉默，並指出這些行動背後有伊朗的影響力，聲明以色列將「堅決捍衛其公民和主權」。
總理本雅明·內塔尼亞胡在襲擊後與德魯茲社區領袖謝赫莫瓦法克·塔里夫通話，表達他深切震驚於無辜兒童被殺害。他強調以色列將進行強力報復，並表示真主黨將為此次襲擊「付出前所未有的慘重代價」。
外交部長伊斯雷爾·卡茨稱此次襲擊越過所有的底線，並警告說可能與真主黨及黎巴嫩爆發全面戰爭。他表示，儘管衝突將帶來沉重代價，但目標是徹底擊敗真主黨並恢復和平。他已命令外交部展開全球行動，為以色列在黎巴嫩的行動爭取支持。
能源部長伊萊·科恩則直言，在這次襲擊之後「黎巴嫩應當被摧毀」。

### 黎巴嫩
黎巴嫩政府發表聲明，呼籲「立即停止所有前線的敵對行為」，並譴責針對平民的襲擊，但未提及邁季代勒舍姆斯事件。黎巴嫩德魯茲政治人物維姆·瓦哈卜指出，德魯茲的「血不是廉價的」，並呼籲對邁季代勒舍姆斯屠殺事件進行獨立調查。
真主黨宣稱已對以色列國防軍的目標，包括馬勒戈拉尼發動9次火箭及自殺無人機襲擊，以回應以色列的空襲，但否認曾針對邁季代勒舍姆斯。
德魯茲議員瓦爾·阿布·福爾表示：「以色列這個佔領國為來自被佔領敘利亞戈蘭高地的兒童烈士流淚——這是極度的偽善」，他補充說：「今天，他們藉此挑起德魯茲跟阿拉伯和伊斯蘭兄弟之間的矛盾，而戰爭罪犯內塔尼亞胡想利用這一悲劇來阻止任何和談，繼續對巴勒斯坦的侵略性戰爭」。福爾還將邁季代勒舍姆斯的受害者與以色列在加沙殺害的平民作對比。
黎巴嫩民主黨德魯茲領袖塔拉爾·阿爾斯蘭則表示：「戈蘭不會陷入以色列假裝保護少數民族的圈套」。
黎巴嫩的大穆夫提艾哈邁德·卡巴蘭強調：「致黎巴嫩、敘利亞和巴勒斯坦的德魯茲兄弟們：我們的血、精神和鬥爭是同一的，我們的敵人也是共同的。邁季代勒舍姆斯的悲劇與抵抗運動無關，這點十分清楚。……以色列對邁季代勒舍姆斯事件的描述就像是兇手用淚水掩蓋罪行。加沙的屠夫和人類的敵人是不可信的。猶太復國主義的目標是分裂我們，並用偽裝的悲傷掩蓋加沙之屠殺與痛苦。沒有人像抵抗運動那樣為解放戈蘭和巴勒斯坦付出如此沉重的代價」。

### 叙利亚
部長會議向邁季代勒舍姆斯的人民致以哀悼，並譴責這宗襲擊，聲明指出：「這場罪行是為了編造謊言和藉口，擴大對區域人民的侵略行動，並試圖逃避面對加沙地區抵抗的困境」。
復興黨也發表聲明表示：「猶太復國主義實體藉此侵略行動，試圖誤導國際輿論，將責任推給黎巴嫩的真主黨抵抗運動，目的是引發內部分裂。」該黨還譴責以色列對邁季代勒舍姆斯的襲擊。
據官方通訊社SANA報導，外交與僑務部長費薩爾·麥克達德強調敘利亞有合法權利收回被佔領的戈蘭高地，並譴責佔領軍對邁季代勒舍姆斯鎮犯下的暴行。他還呼籲聯合國對以色列在戈蘭高地針對敘利亞人的行動進行干預。

### 德魯茲社區
這次襲擊在以色列、黎巴嫩和敘利亞的德魯茲社區引發強烈的憤怒。

#### 戈蘭高地
戈蘭高地的德魯茲社區向以色列政府遞交一封信，要求不允許政府部長參加葬禮。葬禮保持非政治性，沒有任何國家旗幟。一名德魯茲居民表示：「許多德魯茲人對這場戰爭感到憤怒，不願成為其中任何一方的犧牲品。」當地一名急救人員提到：「這次襲擊顯然不是針對邁季代勒舍姆斯，城鎮周圍有許多以色列的軍事基地，我猜測這次威脅本來是針對那些基地的。」
在邁季代勒舍姆斯，一些居民呼籲以色列當局立即展開強烈報復，並要求對真主黨採取果斷行動。另一些報導則指出，當地德魯茲人反對報復，並拒絕以色列試圖將這場悲劇政治化的行為。
邁季代勒舍姆斯人發表聲明表示：「戈蘭拒絕任何形式的官方煽動，並強烈反對利用邁季代勒舍姆斯的名字作為政治平台，這一切都是以我們孩子的鮮血為代價。」他們還補充道：「我們不接受以復仇為藉口流一滴鮮血」。

#### 以色列
以色列德魯茲社區的精神領袖謝赫莫瓦法克·塔里夫譴責這次襲擊，稱：「我們對德魯茲村莊中發生的可怕大屠殺感到極度震驚，這是一場殘忍的恐怖襲擊，奪走了無辜的孩子們，他們只是在踢足球。孩子們四散在草地上的破碎遺體不堪形容。」他還強調：「一個文明國家不應允許對其公民和居民進行這樣的持續傷害」。

#### 黎巴嫩
黎巴嫩德魯茲派領袖瓦利德·瓊布拉特抨擊以色列的「謊言」和「對德魯茲阿拉伯人的鱷魚淚」。他同時對受害者家庭以及「整個被佔領的敘利亞戈蘭高地的人民」表示哀悼。
一些黎巴嫩德魯茲活動家譴責邁季代勒舍姆斯的屠殺，表達深切的悲痛，加強他們對真主黨的反對立場。他們批評那些與該組織有聯繫的政治領袖，並強調德魯茲社區在區域內需要保持團結。

#### 敘利亞
在敘利亞德魯茲城市蘇韋達，20人走上街頭抗議真主黨，高呼：「聽著，我們的祖國。願真主保佑在被佔領的戈蘭高地上的人民。當孩子們安睡時，我們可以保持沉默，但當他們在魔鬼黨的陰險轟炸中喪生，我們必須大聲疾呼反對統治這裡的黑幫。」

### 國際

#### 國家
- 阿根廷：外交部發表聲明，強烈譴責「真主黨發動的懦弱襲擊」，並表達對以色列的支持，同時支持以色列行使自衛的合法權利。該聲明還提及阿根廷AMIA爆炸案30週年，據報導真主黨也是該次襲擊的主謀，藉此再次重申反對一切形式的恐怖主義[89]。
- 加拿大：外交部長趙美蘭譴責此次襲擊，並對受害者家屬和德魯茲社區表達慰問。她對以色列和真主黨之間衝突升級表示擔憂，並呼籲伊朗及其代理人不要進一步破壞該地區的穩定[90]。趙美蘭還在X／Twitter平台上發表聲明，指責真主黨應對這次襲擊負責[91]。
- 英国：外交大臣林德偉譴責了這次襲擊，並對局勢可能升級表示擔憂，呼籲真主黨停止襲擊行動[92]。
- 美国：美國譴責這次襲擊，並重申對以色列對抗真主黨的支持[93]。美國還對這次襲擊可能引發更大範圍的以色列與真主黨衝突表示擔憂[94]。國務卿安東尼·布林肯表示：「所有跡象表明，這次火箭襲擊來自真主黨。我們支持以色列保護其公民免受恐怖襲擊的權利」[95]。

#### 組織
- 欧盟：外交與安全政策高級代表何塞普·博雷利強烈譴責這次血腥事件，並呼籲進行國際獨立調查。他敦促各方保持克制，避免局勢進一步升級，並對來自邁季代勒舍姆斯德魯茲鎮足球場的「令人震驚的畫面」表示痛心[96]。

#### 媒體
《國土報》專欄作家吉迪恩·利維對以色列媒體和國防軍缺乏對加沙數千名死去兒童的反應提出批評。他指出，邁季代勒舍姆斯中死去的孩子們很快被標籤為「被謀殺的以色列人」，儘管他們中並非所有人都是以色列公民，這與對加沙兒童死亡的沉默形成鮮明對比。
根據《耶路撒冷郵報》的分析，真主黨和黎巴嫩官員正在試圖與邁季代勒舍姆斯的屠殺保持距離，儘管越來越多的證據顯示真主黨與這次襲擊有關。黎巴嫩當局和真主黨代表發佈否認聲明，並散播錯誤信息以避免引起進一步的衝突，部分聲稱是以色列反火箭攔截器導致的襲擊，部分完全否認參與此事。這些行動旨在減少對真主黨形象的負面影響，特別是考慮到該組織過去針對平民的歷史，這可能會引發黎巴嫩和敘利亞的德魯茲社區的不滿。